# Medicinal Fried Chicken
Medicinal Fried Chicken (Poulet Frit Médicinal) est le troisième épisode de la saison 14 de la série télévisée South Park.
Cet épisode assimile le plan diététique de santé américaine — l'amélioration progressive de la nutrition, et donc, la diminution du nombre de fast-food — avec la légalisation de plus en plus large de drogues dans un usage dit « thérapeutique ».

## Synopsis
Une nouvelle loi du Colorado permet de fumer du cannabis sous réserve d'une prescription thérapeutique. Randy est l'un premier à vouloir en acheter, cependant, n’ayant aucune raison médicale qui l'y autorise, il tente d'attraper un cancer (des testicules) — par exemple, en mettant ses parties génitales dans un micro-onde. Pendant ce temps, Cartman tente par tous les moyens de retrouver les produits du KFC, son restaurant préféré, malencontreusement remplacé par une boutique de cannabis thérapeutique.